# 牧場物語 ワンダフルライフ
『牧場物語 ワンダフルライフ』（ぼくじょうものがたり ワンダフルライフ）は、マーベラスインタラクティブ（後のマーベラス）より2003年9月12日に発売されたニンテンドー ゲームキューブ専用ゲームソフト。
牧場物語シリーズ通算10作目。略称は「ワンライ」。

## 概要
全6章構成。わすれ谷で30年に及ぶスケールで展開される。30年という長い期間をプレイする事になるが、シリーズの他作品とは違い、1ヵ月は10日で、1年が40日で構成されている。そのため他作品の1ヶ月30日、1年120日という期間を基準にすると、実質的には10年分の時間である。
GBAケーブルを使用する「わくわくリンクシステム」によって、ゲームボーイアドバンスで発売された『牧場物語 ミネラルタウンのなかまたち』と通信できる。
牛を売却する際にタカクラが売りに行くムービーが追加され、牛を含めた動物小屋を拡張出来ない。
エンディング後の継続プレイはできないが、その後の住民や家族の様子が見られる。

## ストーリー
はじまりの章は主人公が牧場経営をしながら生涯を共にするパートナーと出会い、結婚するまでの物語。結婚しない場合はゲームオーバーになってしまう。PS2版では冒頭で牧場経営を拒否することもでき、その場合は当然ながらゲームオーバーとなる。主人公の年齢は25歳前後。
誕生の章では、主人公とパートナーの間に子供が生まれる。子供はGC版とガール版では男の子のみだが、PS2版では特定の条件を満たすと女の子が生まれる。子供の年齢は3歳前後。めぐみの章では子供が少年期まで成長している。子供の年齢は8歳前後。たわむれの章では子供が思春期・反抗期を迎え、ぎこちない家族関係となる。子供の年齢は15歳前後。旅立ちの章では子供が青年に成長し、段々と自分の将来のことを考え始める。子供の年齢は18歳前後。黄昏の章では子供が成人し、主人公も老齢となる。章の最後にある出来事が起き、その後、子供は自分の選んだ道を進んでいく。

## システム

### 子供
子供には複数のパラメーターが存在し、様々な要因で変化する。最終的にそのパラメーターに応じて進路が決まる。子供の外見（髪や瞳の色、表情、服装）は結婚相手によって異なるが、姿形はほぼ同様である。娘の場合は主人公似という設定のため結婚相手による変化はない。子供の主人公に対する呼称は成長するにつれ、「とーたん・かーたん」（誕生の章）、「とうちゃん・かあちゃん」（めぐみの章）、「オヤジ・おふくろ」（たわむれの章以降）と変化していく。娘の場合はめぐみの章以降「パパ」になる。
友好度
主人公との仲の良さを示す数値。親子であるため初期値はかなり高い。低いとたわむれの章（反抗期）で喧嘩イベントが起こりやすくなる。
活力
機嫌の良さ。低いとたわむれの章（反抗期）で喧嘩イベントが起こりやすくなる。
やんちゃ度・内気度
子供の性格を示す数値。文字通り、やんちゃ度が高いと活発な性格になり、内気度が高いとおとなしい性格になる。結婚相手によって初期値が異なり、セピリアとマッシュはニュートラル（中間）、ムームーとロックはやんちゃ度が高く、ナミとグスタファは内気度が高い。この数値は劇的に変化することはないが、誕生の章（幼児期）では他の章に比べてやや変化しやすい。
能力
最終的な進路はこの数値によって決定される。結婚相手によって伸びやすさや興味の有無が異なる。また、章の合間にその時点での得意な分野に関するイベントが起き、適切な選択肢を選ぶと大幅に能力が伸びる。
農業
主人公が作物を育てる、作物を見せる、農場に連れて行く、ベスタやマッシュ、セピリアと会話する、などで変化する。
酪農
主人公が動物と接する、酪農品を見せる、タカクラと会話する、などで変化する。
学問
積み木セットを与える、科学者の家や遺跡に連れていく、ダリルやカーターと会話する、などで変化する。
芸術
スケッチブックを与える、おやしきや芸術家の家に連れて行く、ルミナやゴーディ、ガーファンと会話する、などで変化する。
音楽
子守唄を歌う、おやしきやグスタファの家に連れて行く、ルミナやグスタファと会話する、などで変化する。
運動
高い高いをする、ボールを与える、スアリーの家に連れて行く、スアリーやヒューと会話する、などで変化する。

## 登場人物
主人公のほかにも、このゲームには、様々なキャラクターが存在する。

### 結婚候補

#### 女性
セピリア
農場で働いている清楚系GIRL。花が好きなヒロインらしい女の子。穏やかで明るい性格。幼い頃は体が弱かった。両親と兄は外国にいて、今は1人暮らしらしい。
ナミ
宿屋「みてみテイ」に泊まっているクール美女。自由気ままな旅をしており、気分屋でつかみ所がなく好奇心は旺盛。アンバーの季節が好きで、その時期に咲く花がお気に入り。発掘で手に入るドグウも喜ぶ。
ムームー
酒場「ブルーばー」で働いているセクシー金髪美女。とにかく明るい。軽いところはあるが勘は良い。都会でOLをしていたことがあるらしい。きれいなものが好きで、花や発掘したコイン、鉱石などがお気に入り。チーズやバターも喜んでくれる。
ルミナ（PS2版とswitch版のみ結婚候補）
ロマナの孫で、お嬢様。引っ込み思案で、ちょっとワガママ。午前中はお屋敷のピアノを弾いていることが多い。花を育てることと、キノコ料理が好き。

#### 男性
マッシュ
農場を経営しているベスタの弟。地味だが誠実。
ロック
宿屋「みてみテイ」を経営するテイとルウの息子。浮気性な性格。
グスタファ
吟遊詩人。自由奔放に生きており、リュートを弾きながら世界中を旅している。
ゴーディ（switch版でのみ結婚候補）
大柄な体格をした孤高の黒人芸術家。道具を使わずに鉄製の作品を作っている。

### わすれ谷の住人達
タカクラ
わすれ谷のリーダー的存在。主人公の父親とは顔なじみ。背中で感情を表すシブイおじさん。
ベスタ
農場を経営しているマッシュの姉。セピリアを雇っている。誰からも好かれる性格だがお節介。
テイ、ルウ
宿屋「みてみテイ」を経営するおしどり夫婦。美食家で、料理の腕も一流。
ガーファン
酒場「ブルーばー」（switch版では喫茶「ブルーバード」）のダンディなマスター。ギターを持つとおしゃべりになる。
カーター、フローラ
考古学者とその天然ボケな女助手。いつも遺跡で発掘調査をしている。
バァン
肥満体の行商人。世界の珍しいモノを探している。
ロマナ、セバスチャン
お屋敷に住むイタズラが生きがいな女主人と執事。2人は幼い頃からの付き合い。
ガリ、ニーナ
自給自足の生活を送る自由人な老夫婦。夫のガリは盆栽と釣りが趣味。妻のニーナは誕生の章以降はお墓の下で眠りにつく。
パドック
厳つい見た目をしている左目がメカニカルなデザインの義眼の医者。盆栽好き。ロマナの主治医でもある。
スアリー、クリス、ヒュー
早起きなスポーツマン一家。スアリーは町のマラソンの監督。クリスは町の会社で働いており、元アナウンサー。息子のヒューはケイトにいじめられている。
グラート、サン、ケイト
誕生の章から登場する一家。父親のグラートはシリーズ初のサラリーマン。サンは京言葉で話すしつけに厳しいママ。
ケサラン、パサラン
花火職人をしている双子の老人。服の色と髪の毛が異なる。
ダリル
科学者。夜遅くまで怪しい研究をしていて無愛想。
モイ
無職。原始人のような恰好をしている。switch版には登場せず、彼の代わりとしてプイが登場する。
プイ
switch版のみ登場するモイの代わりとなる男性。

### その他の生物
デビット、エボニー、フラット
コロボックルの3人組。『牧場物語3 ハートに火をつけて』にも登場する。
女神さま
コロボックルのすてきイベントを全て見ると出てくる。
ムクムク
謎の生き物。インディゴの月に森の周辺に現れる。
ダーちゃん
神出鬼没のぬいぐるみ。
ツルタン
タカクラが見知らぬ人からポケットに入れられた種を植えたときに誕生した不思議な植物。関西弁で喋る。

## 牧場物語 ワンダフルライフ for ガール
『牧場物語 ワンダフルライフ for ガール』（ぼくじょうものがたり ワンダフルライフ フォー ガール）は、2004年7月8日に発売されたニンテンドーゲームキューブ専用ゲームソフト。牧場物語シリーズ通算12作目。『牧場物語 ワンダフルライフ』を女の子向けにアレンジした作品。

### 概要（for ガール）
基本となる物語やシステムは『牧場物語 ワンダフルライフ』と同じだが、恋愛イベントや自宅の内装などが女の子向けにアレンジされている。イベントの追加のほか、主人公の服を着せ替えられる「着せ替えシステム」が追加され、クリア後の継続プレイも可能になった。
また、本作の「わくわくリンクシステム」は『牧場物語 ミネラルタウンのなかまたち For ガール』のみ通信できる。

## 牧場物語 Oh! ワンダフルライフ
『牧場物語 Oh! ワンダフルライフ』（ぼくじょうものがたり オー ワンダフルライフ）は、2004年11月11日に発売されたゲームソフト。牧場物語シリーズ通算13作目。『牧場物語 ワンダフルライフ』にイベントや登場人物を追加した上で、PlayStation 2専用ソフトとして移植されたものである。

### 概要（Oh!）
GC版『牧場物語 ワンダフルライフ』をベースにしているが、「着せ替えシステム」の追加や、クリア後の継続プレイが可能になっている。また、ヒロイン候補にルミナが加わり、条件を満たすと結婚後の出産で女の子が生まれるようになった。他に、夏の1日目にタカクラから貰える馬の色が増えたり、開かずの小屋を畑に変えられるなど、若干の変更が加えられている。

### GC版からの主な変更点
- 特定の条件を満たすと女の子が産まれる。
- 夏の1日目にタカクラから貰える馬の色が増えて何種類かの色からランダムで選ばれる。リロードで変更可能。
- 農場に牧草の種が追加され、それを買わないと牧場に牧草が生えない。
- 土が肥えた畑が購入制になり、すごい畑を買うと開かずの小屋が潰されて畑になる。
- 各キャラの台詞中の青文字の色が薄くなった。

主題歌にDREAMS COME TRUEの楽曲『a little waltz』が使用されている。

## 牧場物語 Welcome!ワンダフルライフ
『牧場物語 Welcome!ワンダフルライフ』（ぼくじょうものがたり ウェルカム!ワンダフルライフ）は、マーベラスより2023年1月26日に発売のNintendo Switch用ゲームソフト。のちにPlayStation 5、Xbox Series X/S版が同年6月22日、PC（Steam）版が同年6月28日に発売された。「牧場物語シリーズ」の通算34作目。

### 概要（Welcome!）
GC版『牧場物語 ワンダフルライフ』のフルリメイク作品。新たな要素として、主人公の性別選択肢に「その他」が加わり性別に関係なく結婚候補と家族になる事が可能となっており、新たに70種類以上のイベントが追加されている。

### 開発（Welcome!）
2020年の春くらいに企画の話が出始め、リアルタイムでオリジナル版をやりこんだことのある星名利佳がディレクターを担当し、SNSが存在する前の時代のプレイヤーの声で「思い出深い作品」として挙げていくことが多くなり、海外の知名度の高さから海外版のスタッフがとても乗り気になったことからの後押しとなり、制作のタイミングや体制、スタッフの問題などの事情をフィットして本作のリメイクを選定した。
セリフの変更は一切行わないが漢字の使い方やテキストルールの統一といった基本的な調整のみ。変更が少なかった理由は原作のセリフを持つキャラクター達の生きた言葉である事から極力残す方針で開発を進めた。
動物の寿命は、本作と同じリメイク作の『再会のミネラルタウン』と直近の完全新作の『オリーブタウンと希望の大地』にて動物の寿命を廃止して生涯愛でる形を採用し、2010年代以降の牧場物語シリーズで主流になった。しかし試験的に寿命の設定を復活したところ、想定以上のストレスが大きくなってしまう懸念が発覚し、悩んだ末に最終的に寿命以外で命を表現する形に至った。
動物のデザインの変更は中野が最初にプロジェクトを立ち上げたときの要件である事。その理由は3DS以降のデフォルメ寄りのデザインが採用されているため、方向性を急激に変えないという物。牛に関しては開発途中で星名は本作の牛を使いたいという思いが強くなり、リアル寄りのデザインを諦めきれずに、星名が中野を説得して変更した。
新イベントに関してはリメイクの具体的な企画を組むにあたり、オリジナル版の軸にある「人生」は、エンディングを迎えて「遊んでいた時間を振りかえった時の思い出の積み重ねで作られる」と定義した。思い出を強化するように自然とイベントを多く追加する形となった。星名によると婚約後に発生する、結婚候補との特別なデートにかなり力を入れたという。
グラフィックのリメイクのコンセプトは絵本のような雰囲気に表れているが、開発方針としては原作の「リアルな雰囲気」を表現する意図を引き継いでいる。20年の間に積み重なった、シリーズのグラフィックの変化を踏まえた「リアルな雰囲気」を実現することを目指した。原作らしさは引き継ぎながらも、現実的な風景に時折、非現実の要素が混じるようなシリーズの醍醐味は変わらない様に意識したという。
マッシュとロックとグスタファの3人は原作で元々結婚候補でのデザインが存在しなかったがswitch版の開発当初から決まり、リデザインの要件に「結婚候補」の要素を取り入れるためにまつやまいぐさに依頼し、イラストを新規作成した。
全キャラのデザインの変更経緯は「原作の知識がない状態で各ビジュアルを見たときに、2023年の価値観で意図通りキャラの内面を受け取ってもらえるか?」を軸に判断する。結婚候補だけでなく全キャラに共通する方針となる。例としては「2003年に都会で働く若者」と「2023年に都会で働く若者」のそれぞれの異なる価値観を頭に浮かぶ事から価値観の変化を反映する必要があるキャラは大きく一新し、switch版は海外の同時発売をする事を前提に日本国内の意見だけではなく、海外のグループ会社の意見を踏まえてデザインの確定に至った。
リデザインした部分に原作を否定する意図は無く、キャラの本筋の変更はなく、星名は原作のキャラとswitch版のキャラを何方とも愛しており、20年間の変化をバランスよく考えた。
ルミナの変更に関しては18歳の年齢設定に変更した事で、デザイン面で「大人に見えるけど内面は未成熟」のキャラクター性を表現するのに苦労した。最終的には原作の服装に近い形で落ち着いたが、ルミナのデザインを見て全世界の人が成人女性と感じるか、精神的な子供っぽさを受け取れるか試行錯誤を重ねて調整した。